# Kapp Records
Kapp Records was een Amerikaans platenlabel, in 1953 opgericht door David Kapp. David Kapp was de broer van Jack Kapp, die in 1934 het Amerikaanse Decca Records mede had opgericht. David werkte toen als talentmanager van voornamelijk countryartiesten en werd op vraag van Jack A&R-manager bij Decca, waarvoor hij het zuiden van de Verenigde Staten doorkruiste op zoek naar nieuw talent. Na elf jaar bij Decca stapte hij over naar RCA Victor. In 1953 startte hij dan met zijn eigen onafhankelijk platenlabel, gevestigd in New York.
Kapp Records bracht voornamelijk langspeelplaten uit met "middle of the road", populair en populair-klassiek materiaal. Een van de bestverkopende artiesten voor Kapp was pianist Roger Williams. Met de single Hello, Dolly! uit het gelijknamige album van Louis Armstrong had Kapp in 1964 een nummer 1-hit in de Billboard Hot 100. Kapp had ook succes met de original cast-opname van de musical Man of La Mancha.
Andere artiesten die voor Kapp opnamen waren Jack Jones, Linda Scott, Jane Morgan, de popgroep The Critters, Jerry Fielding en zijn orkest, Art Mooney en zijn orkest, Hugo Winterhalter en zijn orkest, countryzangers Freddie Hart en Mel Tillis, jazzartiesten als Kenny Ball en Carmen McRae en comedyartiesten als Bill Dana. Kapp verdeelde ook de platen van The Searchers in de Verenigde Staten.
In 1967 verkocht Kapp zijn label aan UNI Records, een label van MCA Records. Kapp ging toen meer singles uitbrengen en begaf zich ook op het terrein van de rhythm-and-blues met onder meer de groepen The Hesitations en The Unifics. Een van de laatste hits op Kapp was Gypsys, Tramps & Thieves van Cher (1971). De laatste platen op het Kapplabel verschenen in 1972; in 1973 verdween Kapp Records als imprint van MCA Records.
Caprice Records (niet te verwarren met het gelijknamige Zweedse platenlabel), Medallion, Leader Records, Four Corners Records (waarop vooral "buitenlands" materiaal verscheen van onder meer Françoise Hardy en het Duitse Günter Kallmann Koor) en Congress Records waren alle sublabels van Kapp Records.